# Withof
Het Withof is een voormalig opvoedingsgesticht en klooster in Etten-Leur in de Nederlandse provincie Noord-Brabant. Sinds 2005 is het complex aan de Bisschopsmolenstraat 162 voor het grootste gedeelte in het bezit van de Woonstichting Etten-Leur (WEL), die het complex en terrein verder ontwikkelt.

## Geschiedenis
Opvoedingsgesticht 't Withof, later klooster 't Withof genoemd, werd opgericht in 1820. Het begon in Huize Adama, dat dateert uit 1580 en oorspronkelijke gebouwd werd als woonhuis van de schout van Etten en
Sprundel, Jonkheer Hendrick van den Broeck. Het gebouw werd vele malen uitgebreid en voorzien van een tweetal kapellen. In en vanuit het opvoedingsgesticht ontstonden in de 19de en 20ste eeuw verschillende vormen van onderwijs en opvoeding, waaronder een bewaar- en dorpsschool voor de Ettense bevolking. In 1826-27 kwam er ook een zogenaamde "buitenschool" waar ook aan niet-vermogende meisjes les werd gegeven.
Het gesticht werd geleid door de Zusters "Penitenten Recollectinen der Onbevlekte Ontvangenis van de derde orde van St. Franciscus", kortweg de Franciscanessen van Etten. De officiële naam van het gesticht was vanaf 1855: "Zedelijk Lichaam Opvoedingsgesticht 't Withof".
De naam van het gesticht werd in 1922 gewijzigd in Instituut St. Joseph. In 1937 werd voor de zusters van de congregatie wordt het zieken- en verzorgingshuis "Mariahof" gebouwd, dat nu "San Francisco II" is genaamd. Het complex was in 1950 uitgegroeid tot een compleet dorp waarin meer dan tweehonderd zusters en driehonderd kostschoolmeisjes woonden. Er was toen, naast een vooropleiding, een Middelbare Meisjesschool (MMS), een opleiding tot kleuterleidster en een kweekschool voor onderwijzeressen. Na 1980 werd het grootste deel van de kostschool gesloopt. Na het afstoten van de kostschoolactiviteiten werd het "Instituut St. Joseph" omgedoopt tot "klooster 't Withof".
Van 1971 tot 1974 organiseerde Jeugstadkamp Etten-Leur er zomerkampen - in eerste instantie bedoeld voor minder bedeelde kinderen uit de Drechtsteden. Dhr. Van der Klooster en Anton Stoop uit Dubbeldam waren enkele van de initiatiefnemers van Jeugdstadkamp. De fraters van Huijbergen bezorgden de kinderen in de eerste week van de zomervakantie veel spel, aandacht en vermaak. Voor veel kinderen was dit dé week van het jaar die voor een aantal (positief) bepalend zouden zijn voor de rest kan hun leven. Jeugstadkamp Etten-Leur was en is voor de vijftigers van nu nog steeds een begrip. De statige hoofdingang + achterliggende gebouwen is nu privé-bezit waar dementerende ouderen verzorgd worden.
In 2005 werd het voormalige klooster inclusief de Grote Kapel aangekocht door WEL. De zusters bezitten nog een deel van het complex, waar zij nog steeds wonen.

## Elementen

### Huize Adema
Huize Adama is gebouwd in de 16de eeuw. Als het in 1820 gekocht wordt door de zusters Franciscanessen is het een omgracht huis met brug. Het oorspronkelijk vrijstaande gebouw is geleidelijk volledig ingebouwd geraakt. Het ligt nu aan een binnenplaats genaamd St. Antoniusplein.

### De Congregatiekapel
De eerste kapel van het complex werd in 1850 gebouwd achter Huize Adama. Nadat de Grote Kapel er in 1908 tegen aan werd gebouwd, werd de Congregatiekapel in twee verdiepingen verdeeld. Vanaf toen werd alleen het bovenste gedeelte nog gebruikt als kapel. De Congregatiekapel wordt ook wel de kleine kapel genoemd.

### Grote Kapel
De Grote Kapel dateert van 1908 als laatste aangebouwd. Deze is weer geplaatst achter de Congregatiekapel. De huidige indrukwekkende glas-in-loodramen werden pas geplaatst tussen 1944 en 1954. De meeste ramen zijn gemaakt door Charles Eyck.

### Ketelhuis
Het ketelhuis is in 1955 gebouwd als stookvoorziening voor het complex. Het is door de Woonstichting Etten-Leur en Amarant ingrijpend verbouwd en nu in gebruik als bijzondere woonvorm.

### Kloostergaard
Kloostergaard is in 2004 gebouwd op de plek van het in 2002 gesloopte gebouw San Francesco. Het zijn (zorg)appartementen die door Avoord worden gehuurd van de Woonstichting Etten-Leur.